# 达穆济
达穆济（法語：Damouzy，法語發音：[damuzi]）是法国大東部大區阿登省的一个市镇，属于沙勒维尔-梅济耶尔区。

## 地理
达穆济（49°47'53"N, 4°40'33"E）面积8.78 平方千米，位于法国大東部大區阿登省，该省份为法国北部内陆省份，西接埃纳省，南至马恩省，东临默兹省，北与比利时接壤。
与达穆济接壤的市镇（或旧市镇、城区）包括：阿勒、贝尔瓦勒、默兹河畔博尼、沙勒维尔-梅济耶尔、乌尔迪济、蒙科尔内、努宗维尔、图尔讷、瓦尔克。

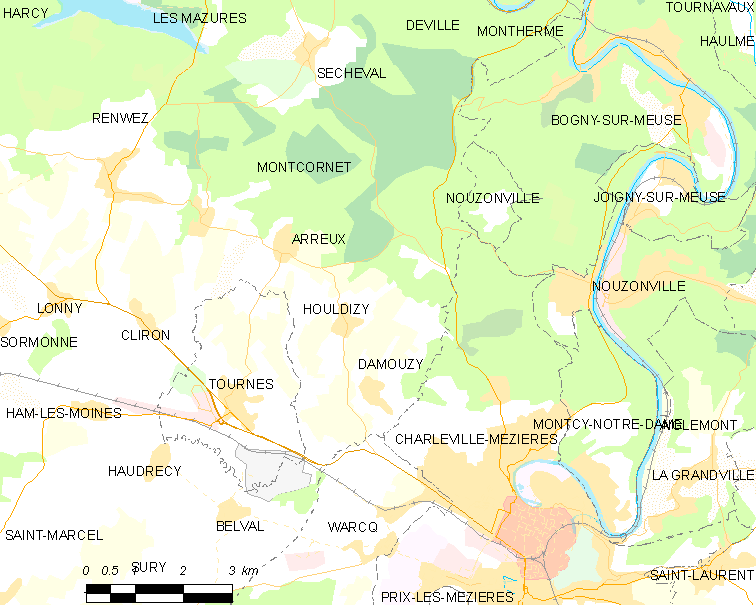
达穆济的OSM定位图

达穆济的时区为UTC+01:00、UTC+02:00（夏令时）。

## 行政
达穆济的邮政编码为08090，INSEE市镇编码为08137。

## 政治
达穆济所属的省级选区为沙勒维尔-梅济耶尔第二县。

## 人口

1962-2008年间达穆济人口变化图示

达穆济于2022年1月1日时的人口数量为428人。